# Skärvor (film)
Skärvor är en svensk kortfilm regisserad av Erik Lindeberg, producerad av Karin Ekberg, med foto av Robin Eriksson och klippning av Patrik Forsell. Skärvor hade premiär januari 2014 på Göteborgs filmfestival. Filmen är 13 minuter och gjord med stöd av bland andra Svenska Filminstitutet och Konstnärsnämnden. Den har visats på festivaler i Trondheim, Istanbul och Dhaka, på Skånes konstförenings Filmbar och på Bergmanveckan på Fårö.
Skärvor belönades med Juryns specialpris för bästa foto på Uppsala kortfilmsfestival 2014.